# Tagetes
- Commons
- Wikispecies

Tagetes é um género de 56 espécies de plantas principalmente herbáceas anuais e perenes da família do girassol (Asteraceae ou Compostas). 
Muitas das espécies deste género são comummente conhecidas em Portugal como cravo-de-tunes, cravo-túnico, cravo-de-burro (não confundir com a Matthiola maderensis, ou com a Cirsium welwitschii, que também dão pelo nome de «cravo-de-burro»), ao passo que, no Brasil, são conhecidas como flor-dos-mortos e ainda como cravo-amarelo, cravo-africano, cravo-da-índia e rosa-da-índia. 
Há regiões, tanto no Brasil, como em Portugal, em que as espécies deste género dão pelo nome cravo-de-defunto.
Este género botânico é nativo das Américas do Norte e do Sul, embora algumas das suas espécies se tenham naturalizado pelo resto do mundo. 
Caracteriza-se pelas suas flores alaranjadas, amarelas ou vermelhas, a maioria das quais com odor muito forte.

## Etimologia
No que toca a este nome científico, o nome genérico, tagetes, provém do latim, Tăgēs, por alusão a uma divindade etrusca homónima.

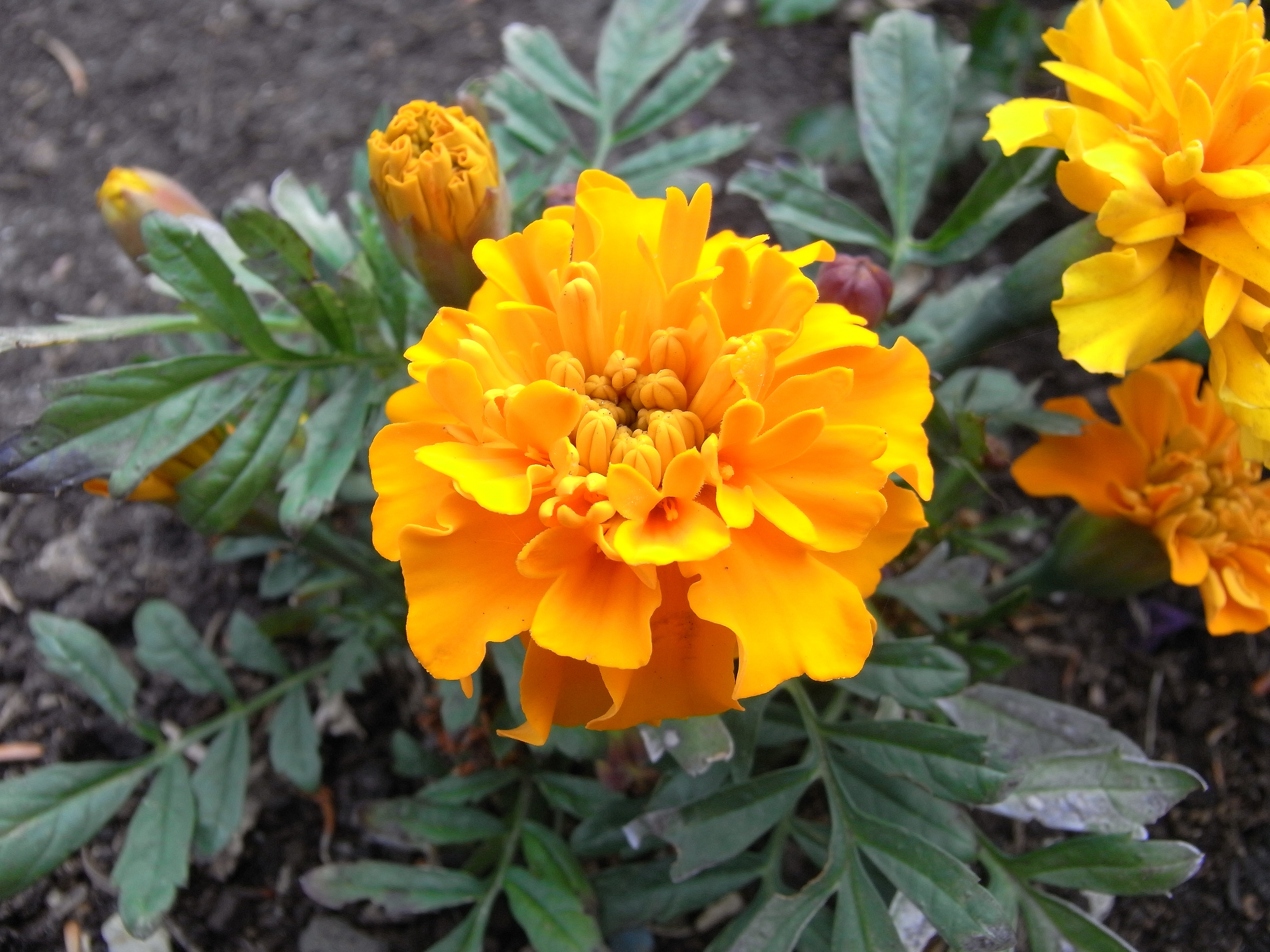

## Espécies
- Tagetes erecta L.
- Tagetes filifolia
- Tagetes lacera
- Tagetes lemmonii A. Gray
- Tagetes lucida Cav.
- Tagetes micrantha Cav.
- Tagetes minima L.
- Tagetes minuta L.
- Tagetes patula L.
- Tagetes pusilla Kunth
- Tagetes tenuifolia

## Classificação
| Sistema | Classificação                                | Referência               |
| ------- | -------------------------------------------- | ------------------------ |
| Lineu   | Classe Syngenesia, ordem Polygamia superflua | Species plantarum (1753) |